# Dicrania popei
Dicrania popei är en skalbaggsart som beskrevs av Frey 1972. Dicrania popei ingår i släktet Dicrania och familjen Melolonthidae. Inga underarter finns listade i Catalogue of Life.